# Rednote
REDnote, także Xiaohongshu (chiń. upr. 小红书) – chińska platforma internetowa łącząca funkcje mediów społecznościowych z elementami e-commerce. Serwis umożliwia użytkownikom tworzenie i udostępnianie treści multimedialnych, w tym zdjęć, tekstów oraz krótkich filmów wideo, które swoją formą przypominają materiały publikowane na takich platformach jak TikTok czy Instagram.
Nazwa „Xiaohongshu” oznacza „Mała Czerwona Książka”, co często interpretowane jest jako nawiązanie do tzw. czerwonej książeczki zawierającej cytaty Mao Zedonga.

## Historia
Xiaohongshu zostało założone w czerwcu 2013 roku przez Mirandę Qu i Charlwina Mao w Szanghaju, początkowo jako aplikacja dedykowana recenzjom produktów zakupionych za granicą. Z czasem platforma ewoluowała, stając się jednym z największych serwisów społecznościowych w Chinach, integrującym treści lifestylowe, porady zakupowe i możliwość bezpośrednich transakcji. W 2024 roku Xiaohongshu posiadało ponad 200 milionów aktywnych użytkowników miesięcznie.

### Wzrost popularności
Od 13 stycznia 2025 roku wielu chińskich użytkowników Xiaohongshu zauważyło znaczący wzrost treści tworzonych przez zagranicznych użytkowników. W szczególności pojawiły się notatki zawierające hasło „TikTok Refugee” („uchodźca z TikToka”). Zjawisko to jest wynikiem napływu amerykańskich użytkowników, którzy zaczęli korzystać z Xiaohongshu w obliczu planowanego zakazu TikToka w Stanach Zjednoczonych. Zakaz ten, mający planowo wejść w życie 19 stycznia 2025 roku, został wprowadzony przez administrację prezydenta Joe Bidena z powodu obaw o bezpieczeństwo narodowe związanych z chińskim właścicielem TikToka, firmą ByteDance.
Mimo początkowych barier językowych i braku funkcji automatycznego tłumaczenia, zagraniczni użytkownicy zostali pozytywnie przyjęci przez użytkowników chińskich. Ich nagły napływ doprowadził do gwałtownego wzrostu liczby użytkowników Xiaohongshu, co spowodowało, że aplikacja w styczniu 2025 stała się najczęściej pobieraną darmową aplikacją w amerykańskim App Store. Wraz ze wzrostem ilości użytkowników spoza Chin wprowadzono funkcje automatycznego tłumaczenia.